# Autjejauratj
Autjejauratj är en sjö i Jokkmokks kommun i Lappland och ingår i Piteälvens huvudavrinningsområde. Sjön har en area på 0,0485 kvadratkilometer och ligger 531,3 meter över havet. Autjejauratj ligger i Udtja Natura 2000-område.

## Delavrinningsområde
Autjejauratj ingår i det delavrinningsområde (735910-166690) som SMHI kallar för Utloppet av Juokeljaure. Medelhöjden är 518 meter över havet och ytan är 16,98 kvadratkilometer. Räknas de 9 avrinningsområdena uppströms in blir den ackumulerade arean 73,07 kvadratkilometer. Sikån (Juokeljåkkå) som avvattnar avrinningsområdet har biflödesordning 3, vilket innebär att vattnet flödar genom totalt 3 vattendrag innan det når havet efter 162 kilometer. Avrinningsområdet består mestadels av skog (77 procent). Avrinningsområdet har 2,91 kvadratkilometer vattenytor vilket ger det en sjöprocent på 17,1 procent.